# Años 1000
Los años 1000 o década del 1000 empezó el 1 de enero del 1000 y terminó el 31 de diciembre del 1009.

## Acontecimientos
- Juan XVII sucede a Silvestre II como papa en el año 1003.
- Juan XVIII sucede a Juan XVII como papa en el año 1004.
- Sergio IV sucede a Juan XVIII como papa en el año 1009.